# Basílica del Nacimiento de la Virgen María
La Basílica de Mariazell (en alemán Basilika von Mariazell), conocida oficialmente como Basilika Mariä Geburt, esto es, Basílica del Nacimiento de la Virgen María, la cual es su advocación, es una basílica menor localizada en Mariazell, Austria; que constituye el principal centro de peregrinación en dicho país y uno de los más importantes en Europa. Al interior de la basílica se encuentra una imagen milagrosa de la Virgen María tallada en madera.

## Historia
En el siglo XIV existía en Mariazell una iglesia de estilo gótico, con una aguja de 90m de alto y un arco ojival, esta iglesia fue destruida por el fuego, en 1420 y una vez más en 1474; siendo ampliado entre 1644 y 1683 con estilo barroco por Domenico Sciassia. Tanto a la izquierda como a la derecha de la aguja gótica fue construida una torre, de estilo barroco; la nave fue ampliada y se colocó una cúpula en el lado oriental. El altar mayor, consagrado en 1704, fue diseñado por Johann Bernhard Fischer von Erlach.

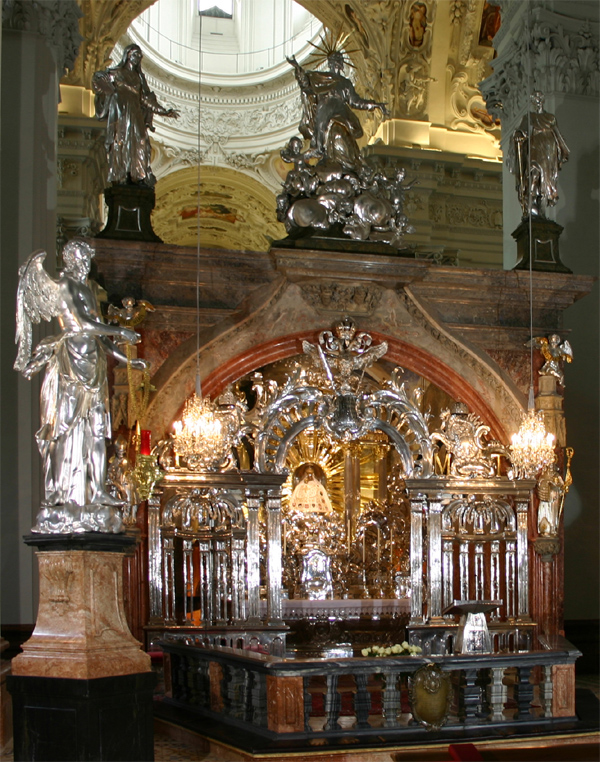
Gnadenkapelle, en cuyo interior se encuentra la estatulla milagrosa.

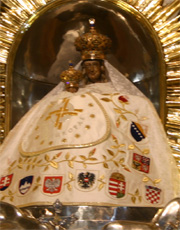
Magna Mater Austriae.

Cada una de las doce capillas laterales contiene en su interior un altar barroco. La galería del órgano y la consola de éste, fueron creadas por el vienés Johann Peter Alexander Wagner en 1740. Además, frente a la entrada principal se encuentran dos pequeñas estatuas de plomo, ambas creadas en 1757 por Balthasar Moll; a la izquierda, Luis I de Hungría, y a la derecha, Vadislao III de Bohemia.
En 1907 la iglesia, convertida en sitio de peregrinación, fue elevada al rango de basílica menor, su proceso de restauración inició en 1992 y culminó en 2007.
La parte más antigua del edificio, construida en 1690, contiene la Gnadenkapelle (Capilla de la Gracia). Es en esta capilla donde se encuentra una imagen de estilo románico tardío, la Magna Mater Austriae, una estatuilla de tilo de 48 cm de altura.
En el siglo XII, los peregrinos se encaminaban hacia el santuario mariano; un número mayor de pereginos están documentados hacia 1330, cuando una corte secular impuso un Zellfahrt (Viaje del Alma) como expiación de sus criminales, aumentando cada vez más la cantidad de peregrinos en los años siguientes. Después de la Contrarreforma, los Habsburgo hicieron de Mariazell un santuario nacional. No obstante, en 1783, el Emperador José II disolvió el monasterio en Mariazell, y prohibió por completo las peregrinaciones allí en 1787; después de la retirada de éstas prohibiciones, alrededor de un millón de personas visitan la basílica actualmente. En mayo de 2004, el Mitteleuropäische Katholikentag (Día Católico de los Países de Europa Central) tuvo lugar allí. En 2007 le fue entregada la Rosa de Oro por Benedicto XVI.

## Moneda conmemorativa
La basílica fue seleccionada como el motivo principal de una moneda de 5 € austriaca para coleccionistas, acuñadas el 9 de mayo de 2007. La moneda muestra la fachada principal, con su torre gótica y sus dos torres barrocas; fue diseñada por Herbert Wähner y Thomas Pesendorfer. Se trata de una moneda de diámetro 28,5 mm fabricada en plata.